# Buthier
Il Buthier (pron. fr. AFI: [bytje]) è un torrente affluente di sinistra della Dora Baltea. Percorre in tutta la sua lunghezza la Valpelline in Valle d'Aosta.

## Percorso

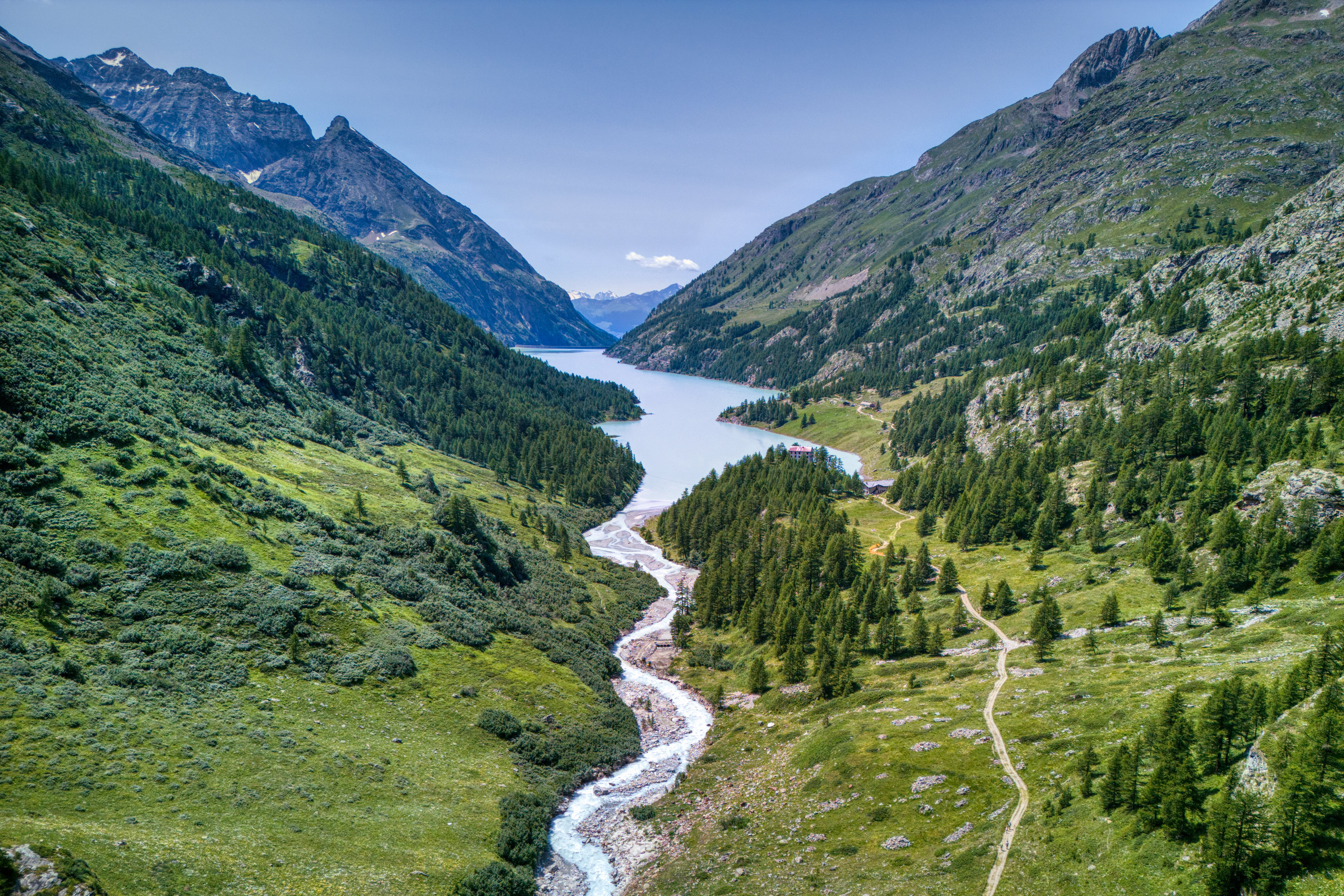
Il torrente sfocia nel Lago di Place-Moulin.

Un ramo del Buthier nasce dal ghiacciaio di Tsa de Tsan a circa 2.700 m s.l.m.; un secondo ramo nasce dal ghiacciaio des Grandes Murailles a circa 3.000 m s.l.m.. Questi due rami sono di recente formazione, essendo dovuti alla scomparsa alla fine del XX secolo del Basso ghiacciaio di Tsa de Tsan. Localmente, sono chiamati rispettivamente Buthier de Tsa de Tsan e Buthier des Grandes Murailles, anche se questi toponimi non sono stati ufficializzati. Viene interrotto artificialmente a formare il lago di Place-Moulin. Dopo essere uscito dal lago, attraversa i comuni di Bionaz, Oyace, Valpelline, Roisan e Aosta. Si getta nella Dora Baltea presso Aosta.
Il Buthier è usato per la produzione di energia idroelettrica, in particolare grazie alla centrale idroelettrica di Signayes e alla centrale idroelettrica di Quart.
Prima dello sbocco nella valle centrale della Dora Baltea, attraversa il vallone di Saumont e costeggia l'omonimo parco.
Allo sbocco nella valle centrale, forma un ampio conoide alluvionale sul quale si è sviluppata la città di Aosta.
Nel capoluogo, nei pressi dell'Arco di Augusto, si conserva il ponte di pietra, di cui oggi è visibile solo un'arcata poco distante dal letto del torrente, deviato a causa di un'inondazione. Il ponte, di epoca romana, consentiva l'accesso alla città di Augusta Prætoria Salassorum.

## Affluenti
I principali affluenti di sinistra sono:
- Rû Verdonaz (pron. Verdonà);
- torrente Vessonaz (pron. Vessonà)

i principali affluenti di destra sono:
- Buthier d'Ollomont
- Artanavaz.

## Geologia
La parte bassa della valle presenta affioramenti di calcescisti e metaofioliti delle falde liguri-Piemontesi (Zona del Combin), a cui si sovrappone la falda austroalpina.